# 436 Patricia
436 Patricia (mednarodno ime je 436 Patricia) je  asteroid v zunanjem delu glavnega  asteroidnega pasu.

## Odkritje
Asteroid sta odkrila nemška astronoma Max Wolf (1836 -1932) in A. Schwassmann (1870 – 1964)  13. septembra 1898. Izvor imena ni znan.

## Lastnosti
Asteroid Patricia obkroži Sonce v 5,74 letih. Njegova tirnica ima izsrednost 0,063, nagnjena pa je za 18,478 ° proti ekliptiki. Njegov premer je 59,53 km, okoli svoje osi pa se zavrti v 16,133 urah .